# Mzdové účetnictví
Mzdové účetnictví představuje účetnickou agendu související se zaměstnáváním pracovníků účetní jednotky. Zahrnuje personální a mzdovou evidenci, výpočet mezd, srážek, daní a jiných odvodů.
Výsledkem mzdového účetnictví jsou podklady pro vyplacení mzdy pracovníkovi (výplatní páska, výplatnice, příkaz k úhradě), přehledy pro instituce sociálního zabezpečení, zdravotní pojišťovny, finanční úřad, pojišťovnu pro zákonné pojištění zaměstnavatele, úřad práce, podklady k platbám odvodů apod.
Výstupy ze mzdového účetnictví se vždy zaúčtují ve finančním účetnictví zaměstnavatele. Mohou však být podkladem i k manažerskému účetnictví, nákladovému účetnictví aj.